# Dioclea pulchra
Dioclea pulchra är en ärtväxtart som beskrevs av Harold Norman Moldenke. Dioclea pulchra ingår i släktet Dioclea och familjen ärtväxter. Inga underarter finns listade i Catalogue of Life.